# Drusa glandulosa
Drusa glandulosa är en flockblommig växtart som först beskrevs av Jean Louis Marie Poiret, och fick sitt nu gällande namn av Joseph Friedrich Nicolaus Bornmüller. Drusa glandulosa ingår i släktet Drusa och familjen flockblommiga växter. Utöver nominatformen finns också underarten D. g. glaucescens.